# Un cri dans l'ombre
Pour les articles homonymes, voir House of Cards.
Pour plus de détails, voir Fiche technique et Distribution.
Un cri dans l'ombre (titre original : House of Cards) est un film américain réalisé par John Guillermin et sorti en 1968.

## Synopsis
À Paris, une mystérieuse organisation, complotant pour instaurer le fascisme en Europe, prend en otage le jeune fils de la famille du général Villemont. L'organisation trouve un adversaire de poids en la personne de l'Américain Reno Davis, entraîneur sportif du fils Villemont. De Paris à Rome, Davis réussit à déjouer les plans de l'organisation en s'emparant de la liste compromettante de ses membres, menaçant de la communiquer aux médias si elle ne libère pas son otage.

## Fiche technique
- Titre : Un cri dans l'ombre
- Titre original : House of Cards
- Réalisation : John Guillermin
- Scénario : James P. Bonner, Harriet Frank Jr., Irving Ravetch d'après le roman de Stanley Ellin, House of Cards (1967)
- Musique : Francis Lai
- Chanson : House of Cards, paroles de Pierre Barouh et musique de Francis Lai
- Photographie : Piero Portalupi
- Cadrages : Alberto Pizzi, Cesare Allione
- Son : Waldon O. Watson, Kurt Doubravsky
- Montage : J. Terry Williams
- Direction artistique : Frank Arrigo, Aurelio Crugnola, Alexander Golitzen
- Décors : John McCarthy Jr., Ferdinando Ruffo
- Costumes : Edith Head
- Pays d'origine :  États-Unis
- Tournage : 
  - Langue : anglais
  - Extérieurs : Paris, Rome
- Producteur : Richard Berg
- Sociétés de production : Universal Pictures, Westward Films
- Affiche : Yves Thos[réf. nécessaire]
- Société de distribution : Universal Pictures
- Format : couleur par Technicolor — Format 35 mm — 2:35:1 Techniscope — monophonique (Westrex Recording System)
- Genre : thriller
- Durée : 105 minutes
- Date de sortie : 20 septembre 1968 en  Allemagne

## Distribution
- George Peppard  (V.F : Georges Aminel) : Reno Davis
- Inger Stevens : Anne de Villemont
- Orson Welles  (V.F : Louis Arbessier) : Charles Leschenhaut
- Keith Michell  (V.F : Albert Augier) : général de Villemont/docteur Morillon
- Ralph Michael  (V.F : Gerard Ferat) : Claude de Gonde
- Maxine Audley : Mathilde Rosier
- Perrette Pradier (V.F : elle-même)  : Jeanne-Marie
- William Job : Bernard Bourdon
- Peter Bayliss  (V.F : Jean-Claude Michel) : Edmond Rosier
- Patience Collier  (V.F : Paule Emanuele) : Gabrielle de Villemont
- Barnaby Shaw : Paul de Villemont
- Ave Ninchi  (V.F : Lita Recio) : Madame Braggi
- Renzo Palmer : Pietro Rossi, le faux moine
- Geneviève Cluny  (V.F : elle-même) : Véronique
- Francesco Mulè  (V.F : Albert Augier) : policer
- Raoul Delfosse (V.F : lui-même) : Louis
- Jacques Roux : Maguy
- Jacques Stany : le chauffeur Georges